# Seychellaltica
Seychellaltica is een geslacht van kevers uit de familie bladkevers (Chrysomelidae).
De wetenschappelijke naam van het geslacht werd in 2002 gepubliceerd door Biondi.

## Soorten
- Seychellaltica gardineri Biondi, 2002
- Seychellaltica mahensis (Maulik, 1931)
- Seychellaltica praslinensis Biondi, 2002